# Acraea flavibrunnea
Acraea flavibrunnea är en fjärilsart som beskrevs av Stoneham 1943. Acraea flavibrunnea ingår i släktet Acraea och familjen praktfjärilar. Inga underarter finns listade i Catalogue of Life.